# 1933 en musique classique
| \| • Retour à la chronologie générale de la musique classique • \| |
| Grèce • Rome • Haut Moyen Âge • VIIIe siècle • IXe siècle • Xe siècle • XIe siècle XIIe siècle • XIIIe siècle • XIVe siècle • XVe siècle • XVIe siècle • XVIIe siècle XVIIIe siècle • XIXe siècle • XXe siècle • XXIe siècle |
| • Retour à la chronologie générale de la musique classique • |

| Années en musique classique : 1930 - 1931 - 1932 - 1933 - 1934 - 1935 - 1936    |
| Décennies en musique classique : 1900 - 1910 - 1920 - 1930 - 1940 - 1950 - 1960 |

## Événements

### Créations
- 16 janvier : la Symphonie no 11 en si bémol majeur opus 34 de Nikolaï Miaskovski, créée à Moscou.
- 23 janvier : le Concerto pour piano no 2 de Béla Bartók, créé à Francfort sous la direction de Hans Rosbaud.
- 1er février : le Concerto pour piano de Ralph Vaughan Williams, créé par l'Orchestre symphonique de la BBC dirigé par Adrian Boult avec Harriet Cohen au piano.
- 6 mars : Ionisation d'Edgard Varèse créée au Carnegie Hall de New York sous la direction de Nicolas Slonimsky.
- 13 mars : Hymne d'Olivier Messiaen, créé par l'Orchestre des concerts Straram.
- mars : la Sonate pour violoncelle et piano de Samuel Barber, créée à New York par le compositeur au piano et Orlando Cole au violoncelle.
- 13 mai : Légende de Florent Schmitt, créé par Marcel Mule au saxophone.
- 15 juin : Symphonie no 1 de Florence Price, créée à Chicago sous la direction de Frederick Stock.
- 1er juillet : Arabella, opéra de Richard Strauss, créé à Dresde.
- 12 août : Les Maîtres chanteurs, opéra de Richard Wagner joué à Bayreuth, est retransmis en direct par radio dans le monde entier.
- 15 octobre : le Concerto pour piano, trompette et cordes de Chostakovitch, créé à Leningrad par l'Orchestre philharmonique de Leningrad, sous la direction de Fritz Stiedry et le compositeur au piano.
- 17 novembre : le Trio no 2 en si mineur de Joaquín Turina, créé à Groningue par le Trio Néerlandais.
- 14 décembre : le Quatuor pour saxophones d'Alexandre Glazounov, créé.
- 15 décembre : la Sinfonía de Antígona de Carlos Chávez, créée à Mexico sous la direction du compositeur.
- 20 décembre : Épilogue de Josef Suk, créé par l'orchestre philharmonique tchèque dirigé par Václav Talich.

Date indéterminée
- Le Concerto pour violon no 2 de Karol Szymanowski est créé à Varsovie.

## Naissances

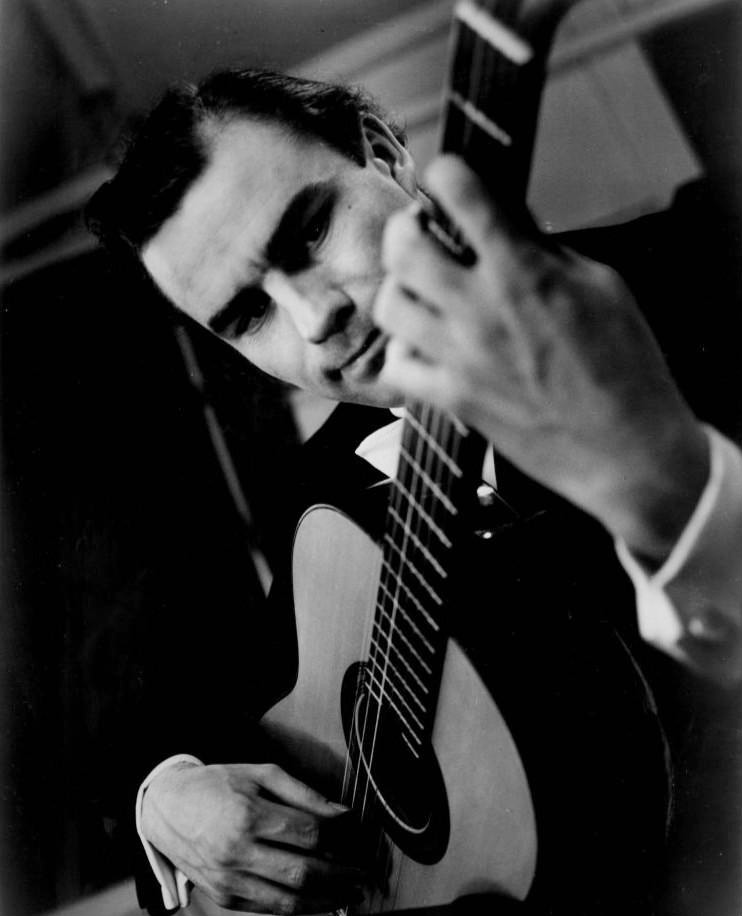
Julian Bream

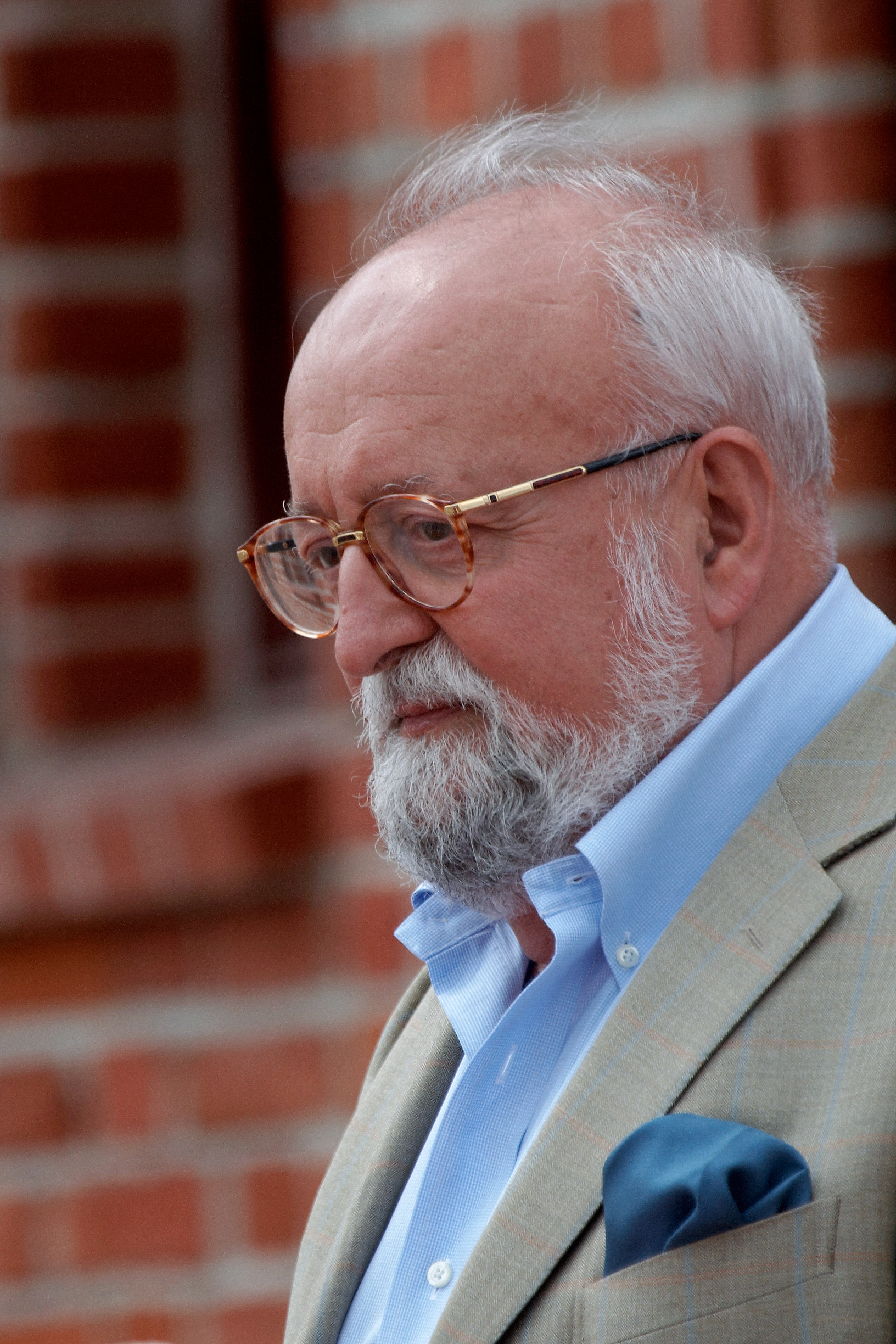
Krzysztof Penderecki

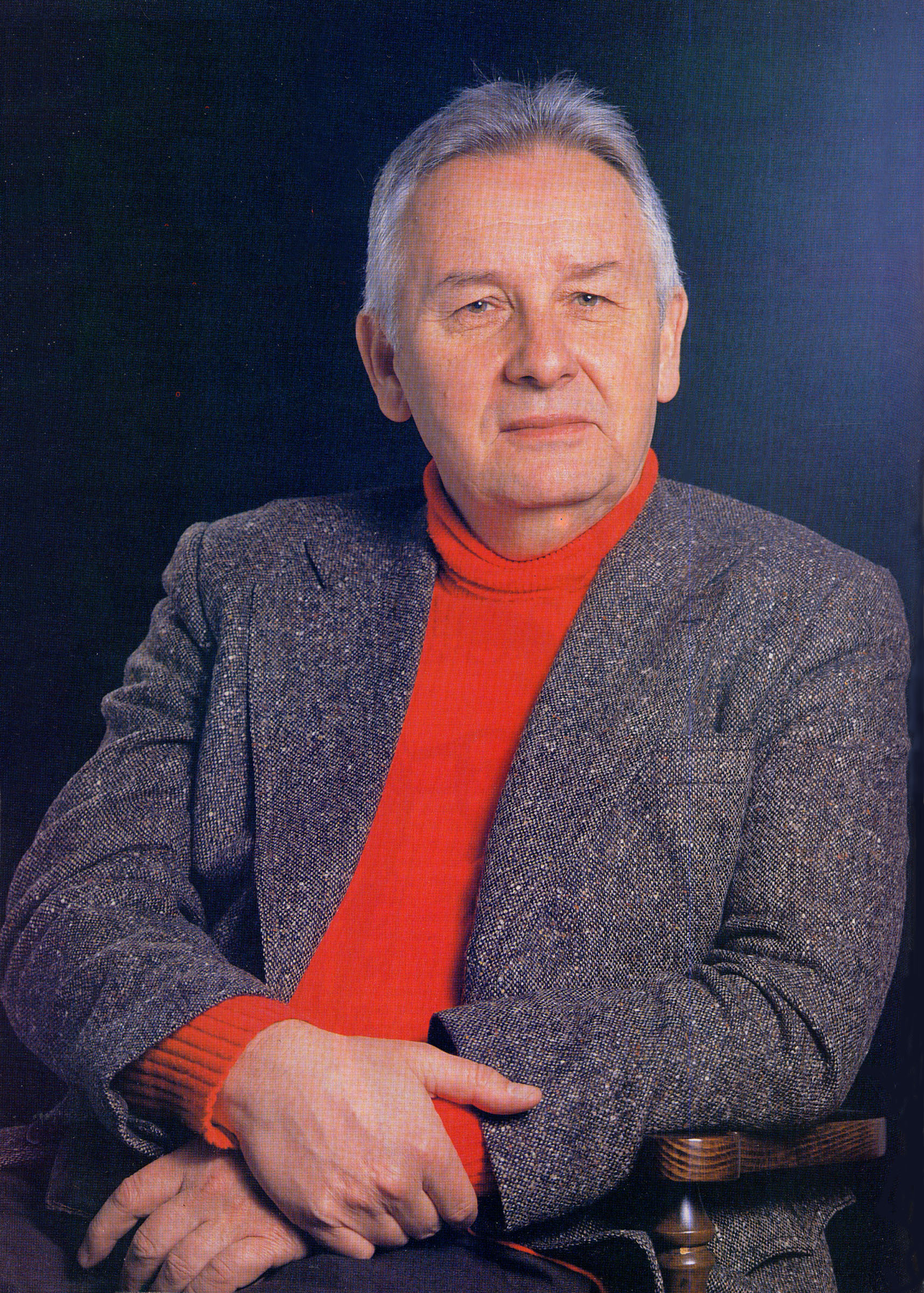
Henryk Górecki

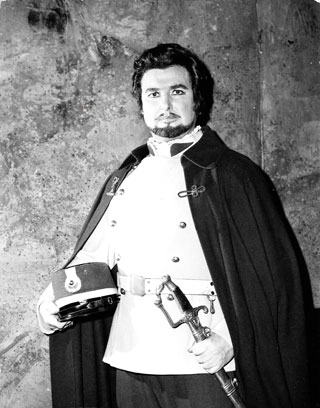
Gilbert Py

- 1er janvier : Bo Linde, compositeur suédois († 2 octobre 1970).
- 10 janvier : Akira Miyoshi, compositeur japonais († 4 octobre 2013).
- 22 janvier : Narcís Bonet, compositeur espagnol († 11 janvier 2019).
- 25 janvier : Barbara Owen, organiste américaine († 14 octobre 2024).
- 28 janvier : 
  - Spiro Malas, chanteur lyrique américain.
  - Helena Tattermuschová, soprano tchèque († 6 juillet 2025).
- 29 janvier : Wolfgang Gönnenwein, chef d'orchestre et homme politique allemand († 26 juillet 2015).
- 4 février : Toshi Ichiyanagi, compositeur japonais de musique d'avant-garde († 7 octobre 2022).
- 7 février : Stuart Burrows, ténor gallois († 29 juin 2025).
- 8 février : Elly Ameling, cantatrice soprano néerlandaise.
- 12 février : Mel Powell, compositeur américain († 24 avril 1998).
- 14 février : Andrei Volkonski, compositeur et claveciniste russe († 16 septembre 2008).
- 15 février : Victor Pikaisen, violoniste russe († 6 juillet 2023).
- 17 février : Don Smithers, trompettiste américain.
- 8 mars : Luca Ronconi, acteur et directeur italien de théâtre, et directeur d'opéra.
- 9 mars : W. Francis McBeth, compositeur américain († 6 janvier 2012).
- 13 mars : Jörg Ewald Dähler, chef d'orchestre, claveciniste, pianofortiste et compositeur suisse († 3 novembre 2018).
- 16 mars : Teresa Berganza, mezzo-soprano espagnole († 13 mai 2022).
- 23 mars : Norman Bailey, baryton anglais († 15 septembre 2021).
- 25 mars : Henri Chatau, compositeur français.
- 28 mars : Bernard Kruysen, chanteur classique baryton néerlandais († 30 octobre 2000).
- 31 mars : Hedwig Bilgram, organiste et claveciniste allemande.
- 4 avril : Seóirse Bodley, compositeur et pédagogue irlandais († 17 novembre 2023).
- 5 avril : Eugenia Ratti, soprano italienne († 16 novembre 2020).
- 6 avril : Bruno Giuranna, altiste et chef d'orchestre italien.
- 12 avril :
  - Pierre-Philippe Bauzin, organiste, improvisateur et compositeur français († 11 janvier 2005).
  - Montserrat Caballé, cantatrice espagnole († 6 octobre 2018).
- 14 avril : Morton Subotnick, compositeur de musique électronique américain.
- 16 avril : Rémy Corazza, ténor français.
- 21 avril : Easley Blackwood, professeur de musique, pianiste et compositeur américain († 22 janvier 2023).
- 26 avril : Ilkka Kuusisto, compositeur finlandais († 20 février 2025).
- 30 avril : Reinhold Johannes Buhl, violoncelliste allemand.
- 8 mai : Albert Markov, violoniste, compositeur, professeur et chef d'orchestre russe.
- 19 mai : Antón García Abril, compositeur espagnol († 17 mars 2021).
- 21 mai : Maurice André, trompettiste français († 25 février 2012).
- 25 mai : Gérard Massias, altiste et compositeur français († 28 février 2012).
- 29 mai : Helmuth Rilling, chef d'orchestre et chef de chœur allemand.
- 17 juin : Christian Ferras, violoniste français († 14 septembre 1982).
- 18 juin : Colin Brumby, compositeur et chef d'orchestre australien († 3 janvier 2018).
- 20 juin : Hatto Beyerle, altiste, chef d'orchestre et professeur de musique germano-autrichien († 16 octobre 2023).
- 22 juin : Libor Pešek, chef d'orchestre tchèque († 23 octobre 2022).
- 26 juin : Claudio Abbado, chef d'orchestre italien († 20 janvier 2014).
- 28 juin : Helmut Müller-Brühl, chef d'orchestre allemand († 2 janvier 2012).
- 1er juillet : Félix Ayo, violoniste italien († 24 septembre 2023).
- 2 juillet : Olga Szőnyi, chanteuse lyrique hongroise († 2013).
- 5 juillet : Paul-Gilbert Langevin, musicologue français († 4 juillet 1986).
- 6 juillet : Marcel Marnat, musicologue, journaliste et producteur de radio français († 17 décembre 2024).
- 9 juillet : Nodar Gabunia, compositeur et pianiste géorgien († 31 août 2000).
- 10 juillet : Jan DeGaetani, mezzo-soprano américaine († 15 septembre 1989).
- 11 juillet : George R. Whyte, auteur et compositeur britannique († 31 août 2012).
- 15 juillet : Julian Bream, guitariste et luthiste anglais († 14 août 2020).
- 18 juillet : R. Murray Schafer, compositeur canadien († 14 août 2021).
- 23 juillet : Bernard Roberts, pianiste britannique († 3 novembre 2013).
- 5 août : Jacques Millon, clarinettiste basse français († 22 janvier 2005).
- 11 août : Tamás Vásáry, pianiste et chef d'orchestre suisse d'origine hongroise.
- 18 août : Jules Bastin, chanteur lyrique belge († 2 décembre 1996).
- 21 août : Janet Baker, mezzo-soprano et contralto britannique.
- 22 août : Robert Hale, baryton américain († 23 août 2023).
- 26 août : Ida Gotkovsky, compositrice et pianiste française.
- 13 septembre : Arif Melikov, compositeur soviétique puis azerbaïdjanais († 9 mai 2019).
- 15 septembre : Rafael Frühbeck de Burgos, chef d'orchestre espagnol († 11 juin 2014).
- 17 septembre : Angelica May, violoncelliste allemande († 8 janvier 2018).
- 22 septembre : Leonardo Balada, compositeur catalano-américain.
- 2 octobre :
  - Guy Chauvet, chanteur lyrique dans le registre des ténors († 25 mars 2007).
  - Michel Plasson, chef d'orchestre français.
- 10 octobre : Gloria Coates, compositrice américaine  († 19 août 2023).
- 17 octobre : Françoise Garner, soprano française († 7 mars 2024).
- 18 octobre : Jacques Charpentier, compositeur et organiste français († 15 juin 2017).
- 31 octobre : Colin Tilney, claveciniste, pianofortiste et professeur britannique († 17 décembre 2024).
- 23 novembre : Krzysztof Penderecki, compositeur polonais († 29 mars 2020).
- 24 novembre : Alberto Neuman, pianiste argentin († 29 janvier 2021).
- 27 novembre : Marie-Claire Jamet, harpiste française.
- 6 décembre : Henryk Górecki, compositeur polonais († 12 novembre 2010).
- 9 décembre : Gilbert Py, ténor français († 9 octobre 2021).
- 19 décembre : Tiia-Ester Loitme, chef d'orchestre, chef de chœur et pédagogue estonienne.
- 21 décembre :
  - Miklós Kocsár, compositeur hongrois († 29 août 2019).
  - Marc Vignal, musicologue, chroniqueur et producteur d'émissions radiophoniques.
- 28 décembre : Hubert Bédard, claveciniste, organiste, restaurateur et facteur de clavecins québécois († 17 juin 1989).
- 31 décembre : Pedro Ignacio Calderón, chef d'orchestre argentin.

Date indéterminée
- Manuel Alejandro, compositeur espagnol.
- Pierre Cauvin, violoniste belge († 11 janvier 2012).
- Jacques Guyonnet, compositeur, chef d'orchestre et écrivain.

## Décès

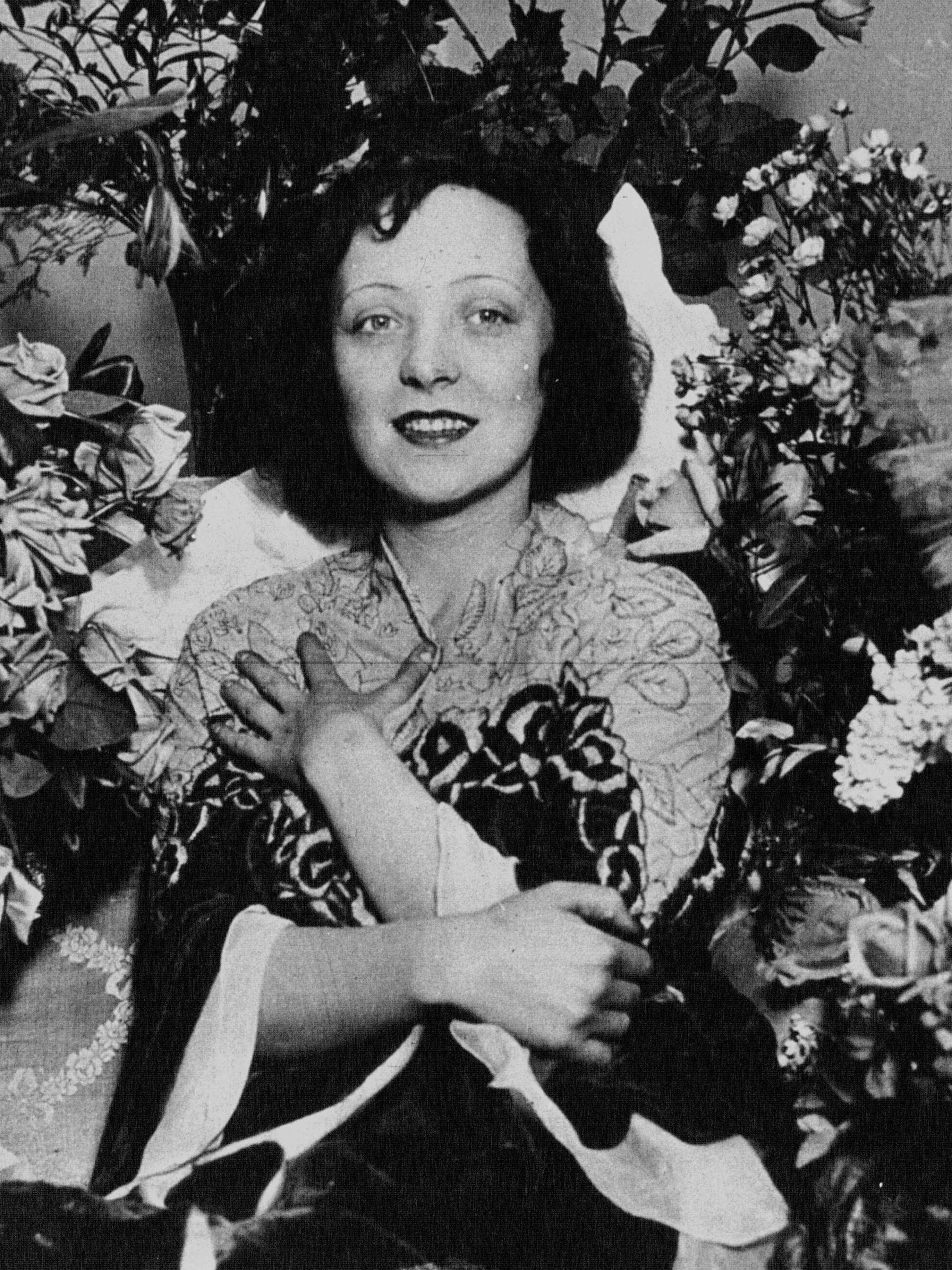
Anny Ahlers

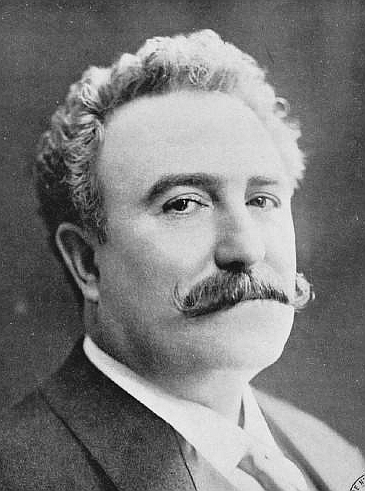
Francisque Delmas

- 16 janvier : Willy Burmester, violoniste allemand (° 16 mars 1869).
- 8 février : Oskar Fleischer, musicologue et directeur de musée allemand (° 2 novembre 1856).
- 12 février : Henri Duparc, compositeur français (° 21 janvier 1848).
- 18 février : 
  - Arnold Mendelssohn, compositeur allemand (° 26 décembre 1855).
  - Henri Viotta, compositeur, chef d'orchestre et critique musical néerlandais (° 16 juillet 1848).
- 14 mars : Anny Ahlers, actrice et chanteuse allemande (° 21 décembre 1907).
- 4 avril : Ewald Straesser, chef d'orchestre allemand (° 27 juin 1867).
- 9 avril : Sigfrid Karg-Elert, compositeur allemand (° 21 novembre 1877).
- 23 avril : Blair Fairchild, compositeur américain (° 23 juin 1877).
- 10 mai : Selma Kurz, cantatrice soprano autrichienne (° 15 novembre 1874).
- 20 mai : Eugène de Bricqueville, organiste, compositeur, chef d'orchestre, musicographe et collectionneur d'instruments de musique français (° 18 mai 1854).
- 6 juillet : Robert Kajanus, compositeur et chef d'orchestre finlandais (° 2 décembre 1856).
- 17 juillet : Joseph Farigoul, compositeur et chef d'orchestre militaire français (° 13 janvier 1860).
- 23 juillet : Louis Abbiate, compositeur et violoncelliste monégasque (° 4 janvier 1866).
- 24 juillet : Max von Schillings, chef d'orchestre, compositeur et directeur de théâtre allemand.
- 13 août : Paul Hillemacher, pianiste et compositeur français (° 25 novembre 1852).
- 1er septembre : Marie Prestat, organiste, pianiste, compositrice et pédagogue française (° 7 mai 1862).
- 6 septembre : Marcel Journet, artiste lyrique français (° 25 juillet 1868).
- 29 septembre : Francisque Delmas, baryton-basse français (° 14 avril 1861).
- 16 octobre : Maurice Renaud, baryton français (° 24 juillet 1861).
- 27 octobre : Julius Klengel, violoncelliste allemand (° 24 septembre 1859).
- 17 novembre : Ferdinand Joseph Moncorgé, comédien d'opérette français et tenancier de café (° 18 septembre 1868).
- 21 novembre : Lionel de La Laurencie, musicologue français (° 24 juillet 1861).
- 24 novembre : Walther Straram, chef d'orchestre français (° 9 juillet 1876).
- 30 novembre : Jules Loeb, violoncelliste français (° 13 mai 1852).
- 6 décembre : Auguste Chapuis, compositeur, organiste et professeur français (° 20 avril 1858).
- 7 décembre : Jan Brandts Buys, compositeur néerlando-autrichien (° 12 septembre 1868).

Date indéterminée
- Orpha-F. Deveaux, organiste, pianiste et professeur de musique canadien (° 24 juillet 1872).